# Hyblaeus Catena
Hyblaeus Catena una formació geològica del tipus catena del quadrangle Elysium de Mart, situat amb coordenades planetocèntriques a 21.6 ° latitud N i 140.71 ° longitud E. Té un diàmetre de 10.49 km i va rebre el nom d'una característica clàssica d’albedo. El nom va ser fet oficial per la UAI l'any 1985. El terme "Catena" fa referència a una cadena de cràters.